# Hohenwart (bayerisches Adelsgeschlecht)
Die Grafen von Hohenwart waren ein bedeutendes Adelsgeschlecht des frühen Hochmittelalters, das nachträglich nach ihrer Burg Hohenwart im heutigen Landkreis Pfaffenhofen benannt wurde. Dokumentiert sind sie von etwa 930 bis zu ihrem Aussterben um 1087. Sie besaßen Gebiete im Alpenraum zwischen Altbayern und Südtirol. Sie waren eng verwandt mit den Grafen von Andechs und möglicherweise auch desselben Mannesstammes (siehe: Stammliste des Hauses Andechs). Der gemeinsame Ur-Vorfahre soll Rasso gewesen sein.
Die Stammburg wurde im 11. Jahrhundert in das Benediktinerkloster Hohenwart umgewandelt.

## Geschichte der Hohenwarter

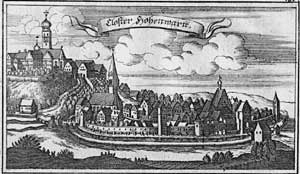
Kloster Hohenwart, 1687

Die Bezeichnung Grafen von Hohenwart kommt erst gegen Ende des 11. Jahrhunderts auf; in früheren Jahrhunderten ist Einnamigkeit ohne Angaben eines Familiennamens oder einer anderen Abstammungsbezeichnung (z. B. nach einer Burg) üblich, daher ist die Rekonstruktion des Stammbaumes nur mit Unsicherheiten möglich. Der ursprüngliche Abstammungsort dieser Familie soll in Thaur gewesen sein; dem dort verehrten Heiligen Romedius wird auch in mehreren von den Hohenwartern gestifteten Kirchen gedacht. Es wird auch eine Beziehung zu dem alten Siedlungsgebiet der Breonen angedacht, in dem die Hohenwarter viele Besitzungen hatten.
Der älteste Angehörige dieser Familie scheint (um 930) ein Ratold gewesen zu sein. Dieser war angeblich ein illegitimer Sohn von Kaiser Arnulf mit der Konkubine Helingarda. Diese Filiation wird aber auch als „fiktive Ansippung“ gewertet.
In der ersten Hälfte des 10. Jahrhunderts werden im Nekrolog von Kloster Dießen und der Chronik des Klosters Hohenwart als Angehörige der Grafen von Hohenwart die Geschwister Rasso (Rapoto), Friedrich und Beata genannt. Beata war verehelicht mit dem Welfen Heinrich mit dem goldenen Wagen. Dies weist auf das hohe Ansehen der Hohenwarter Grafenfamilie und natürlich auch auf das gemeinsame Interessensgebiet beider Familien im schwäbisch-bayerischen Grenzbereich hin. Ihr Urenkel Welf II. hat die Grafschaft im Inn- und Norital als Nachfolger des Otto von Hohenwart erhalten, musste diese aber im Zuge einer Auseinandersetzung mit Konrad II. an das Bistum Brixen abgeben. Ihr Bruder Rasso soll nach einer Pilgerfahrt nach Palästina, die er als Begleiter der Herzogin Judith unternommen hat, das Kloster Wörth, das spätere Kloster Grafrath im Landgericht Weilheim, gegründet haben. Er ist dort als Laienbruder eingetreten und 954 verstorben, seine Gebeine werden da als Reliquien verehrt. In den Andechser Traditionen wird er mit den Grafentiteln von Dießen, Andechs und Hohenwart versehen. Der letzte Bruder Friedrich wird mit dem Grafen Friedrich gleichgesetzt, der mit dem Salzburger Bischof Friedrich I. in Klagenfurt einmal als Zeuge auftritt.
Ein Graf Rapoto wird 955/75 genannt, als er zwei Huben im heute südtirolischen Tils an Brixen abgibt; später besitzt dann das Kloster Hohenwart dort einen Meierhof. Dieser Graf Rapoto im Nori- und Inntal ist vermutlich identisch mit dem Grafen Rapoto, der Besitzer eines Forstes bei Ischl im Traungau ist. 985 wird er zusammen mit einem Wago genannt, als letzterer den Bischofssitz Säben besetzt und als Buße dem Bischof später Güter in Brixen und Viers überschreiben muss. Die Besitztümer der Familie waren dazumal weit verstreut und finden sich sowohl im Raum von Freising und Weilheim, an Inn und Traun, im Ziller-, Puster- und Eisacktal sowie in Kärnten.
Nach dem Nekrologen von Dießen und der Chronik des Klosters Hohenwart  wird ein Aribo als Vater der Brüder Gebhard, Rapoto und Otto angesehen. Dieser scheint ein Bruder des Brixener Bischofs Albuin gewesen zu sein. Letzterer wird von Rapoto als conpater bezeichnet; zudem weisen Besitzgemeinschaften auf diese verwandtschaftlichen Beziehungen hin. Die um 980 genannte Liutperg (verehelicht mit einem Graf Aribo aus der Aribonenlinie) macht im Freisinger Raum Schenkungen an die Kirche.
Rapoto von Hohenwart und seine Ehefrau Hemma gelten als Eltern der Hohenwarter Klostergründer. Rapoto wird abstammungsmäßig den Grafen von Thaur zugerechnet. Hemma wird in den Hohenwarter Traditionen als Markgräfin von Österreich bezeichnet und ist vermutlich die Schwester des Markgrafen Albert.
Ein Bruder des Rapoto war Gebhard I., Bischof von Regensburg. Dieser war vor seiner Bischofsernennung der Kaplan von Otto III. und errichtete mit seinem Bruder Rapoto das durch die Ungarnstürme zerstörte Kloster Thierhaupten wieder und gründete das Kloster Prüll neu. Als weiterer Bruder ist Graf Otto zu nennen. Auch dieser verfügt über Besitz im Stubaital, in Vintl, am Terenter Berg und in Bozen und verschenkt diese Besitzungen an das Domkapitel zu Freising, weitere Besitzungen in Vomp gehen an das Kloster Georgenberg. Dieser hat 1002 durch seine Flucht bei der kriegerischen Auseinandersetzung zwischen Arduins von Ivrea und den von Otto von Worms geführten Truppen des römisch-deutschen Königs Heinrich II. zur Niederlage des Otto von Worms beigetragen. Dadurch ist er in Ungnade bei dem König gefallen und dies hat letztlich zu dem Niedergang der Macht der Hohenwarter geführt. Später wurde er der Blutschande angeklagt (der Name seiner Frau ist allerdings unbekannt) und alle seine Besitzungen wurden vom Kaiser konfisziert; Versuche, diese Güter durch Schenkungen an Freising und eventuelle spätere Rückgabe zu sichern, scheiterten am Einspruch des Hochstiftes Freising.
Kinder des Grafen Rapoto und seiner Ehefrau Hemma sind Ortulf und Wiltrudis. Wiltrudis hatte sich für ein klösterliches Leben entschieden und sie veranlasste ihren Bruder Ortulf nach der Zerstörung der Burg Hohenwart und dem Tod ihrer Eltern den Besitz in ein Kloster umzuwandeln. Sie verstarb am 2. Juli 1081 und wurde in der Klosterkirche begraben. In den Nekrologen von Hohenwart und Scheyern wird sie als comitissa bezeichnet. Ortolf von Hohenwart war auch Vogt des Kanonikerstiftes Ilmmünster, dieses war im 11. Jahrhundert von den Babenbergern Adalbert und Ernst wiedergegründet worden. Orthulfus Hochvaritorum wird 1064 als Teilnehmer eines Zuges in das Heilige Land bezeichnet. Er ist am 21. Juli 1077 verstorben, wobei dies entweder mit dem Italienzug Heinrich IV. oder einem zweiten Zug nach Palästina zusammenhängt. Er wurde nach Hohenwart überführt und in der Klosterkirche als comes bzw. palatinus begraben. Nach den dem Kloster gestifteten Gütern hatte die Familie Besitzungen in Schrobenhausen, Oberlauterbach, Wenigmünchen und Weilheim, im Inntal in Rum, Thaur und Sistrans, zudem verfügte sie über Vasallen und Eigenleute.
Der früh verstorbene Sohn Konrad wird auch zur Generation der Klostergründer von Hohenwart gezählt.
Ein weiterer Sohn war Norbert, späterer Bischof von Chur. Er gründete 1073 noch als Dompropst von Augsburg in dem benachbarten Habach eine Ulrichskirche. 1083 stattete er das von ihm gegründete Regularkanonikerstift Habach mit zahlreichen Gütern aus und übergibt dieses 1085 an die Domkirche zu Augsburg.

## Stammliste
NN.
1. Ratold, um 930
  1. Beata
⚭ Heinrich mit dem goldenen Wagen, schwäbischer Welfe
    1. Rudolf
    2. Eticho
    3. Konrad von Konstanz, * um 900; † 975, heiliggesprochener Bischof von Konstanz

  2. Friedrich
  3. Hildegard
⚭ Albuin
  4. Rapoto (Rasso), um 960
    1. Jacob
    2. Rapoto, Graf
    3. Aribo, Graf „von Aschau“
    4. Albuin, Bischof von Brixen, † 5. Februar 1006
    5. Liutpirg, um 980
⚭ Aribo, Graf „Fresinger Aribone“
      1. Otto, Graf
      2. Gebhard I., Bischof von Regensburg, † 22. März 1022 oder 1023
      3. Rapoto, Graf um 1010
⚭ Hemma, Herzogin von Österreich
        1. Ortulf, Graf um 1050
        2. Wiltrudis
        3. Konrad
        4. Norbert, Bischof von Chur, † 1087 oder 1088 (ultimus familiae)